# オケアンスキー大通り

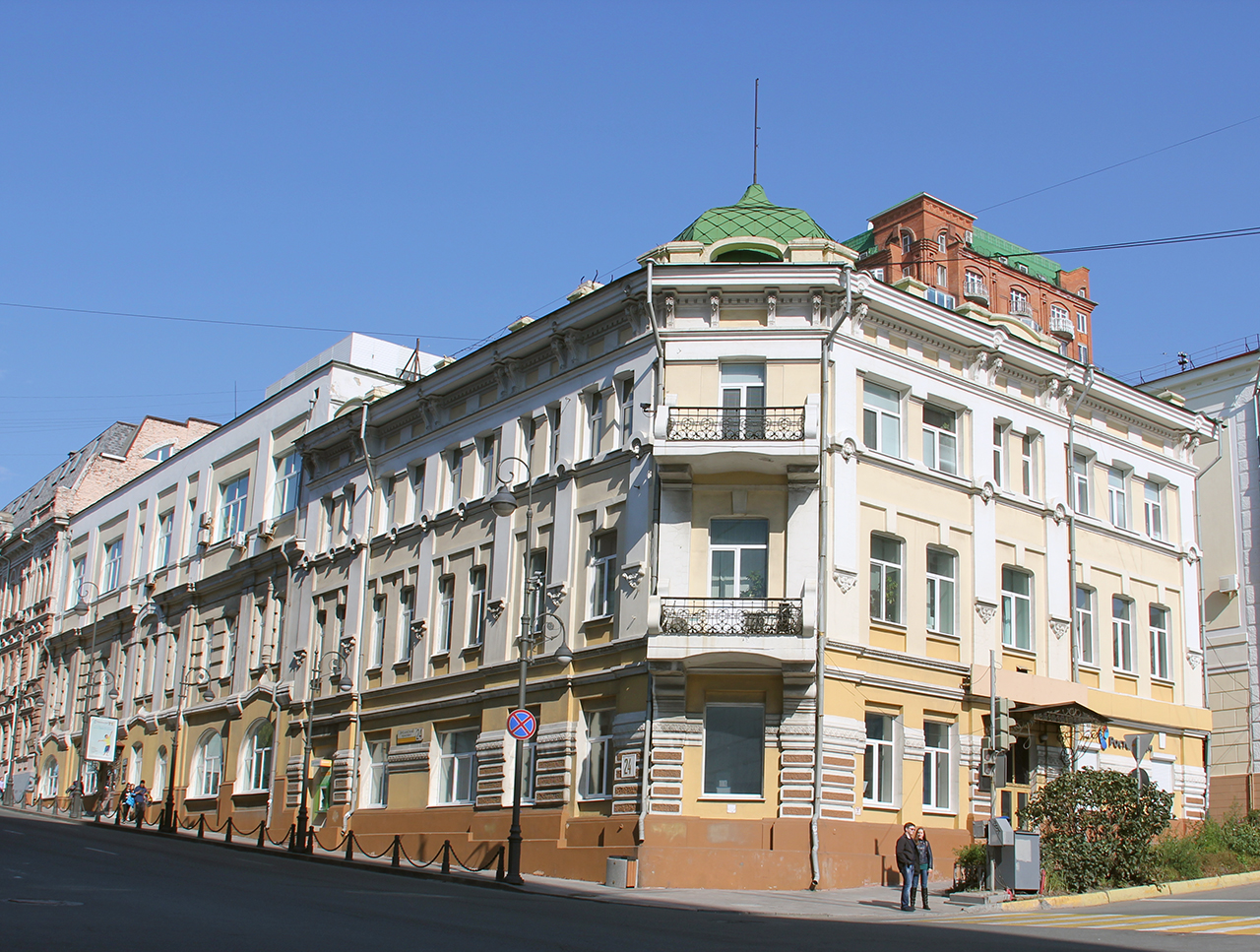
旧松田銀行部・朝鮮銀行ウラジオストク支店（現電信電話会社顧客部）

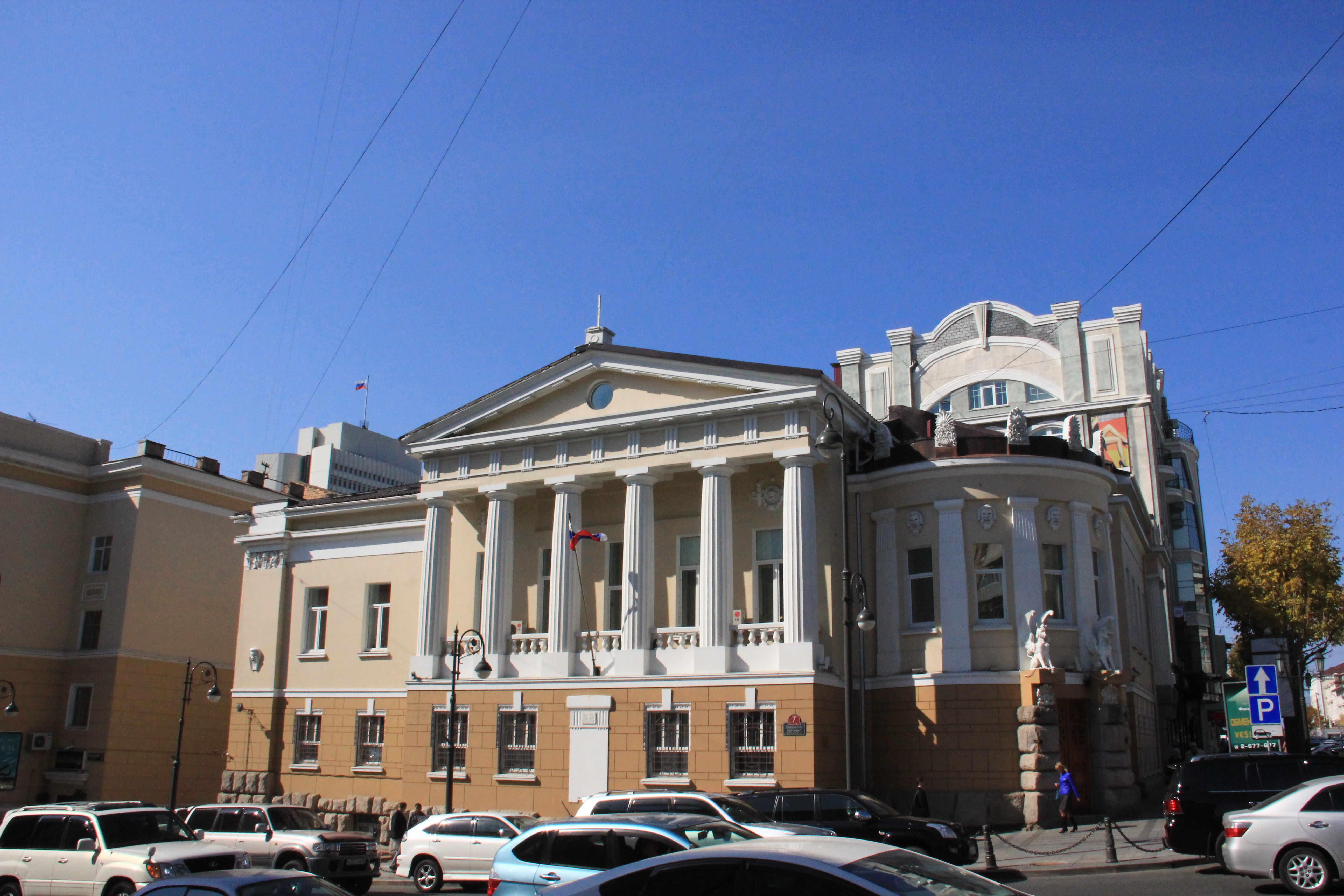
旧在ウラジオストク日本国領事館（オケアンスキー大通り7）

オケアンスキー大通り（オケアンスキーおおどおり、ロシア語: Океанский проспект）は旧名キタイスカヤ通りで、ロシア連邦共和国沿海地方ウラジオストクの主要道路のひとつである。
この通りは「革命の闘士の広場」のスヴェトランスカヤ通りから北へ向かい、ウラジオストクの世紀大通りとの交差点で終る。北のポクロフスキー公園方面への一方通行である。

## 歴史
オケアンスキー大通りはもともと、キタイスカヤ通り（中国通り）と呼ばれる小さな通りであった。それは1868年に出現し、外交官ニコライ・イグナティエフによって結ばれた1860年の北京条約に敬意を表して名付けられた。その条約でウラジオストクが位置していた領土は「人のいない土地」でなくなり、ロシアのものとなった。1969年のダマンスキー島で中ソ紛争が発生するまで、ソビエト時代でも、誰も通りの名前を変更はしなかった。しかし、1972年にはキタイスカヤ通りはオケアンスカヤ通りになり、その後オケアンスキー大通りに変ることになった。
1868年のマスタープランに沿って、路面電車はまずアメリカンスカヤ通り（現在のスヴェトランスカヤ通り）沿って敷かれ、二番目はオケアンスカヤ通りに敷かれたが、こちらは長続きせず、わずか18年で取り払われた。
この大通りに沿って歴史的な建物があり、その中には1907〜1908年完成の旧松田銀行部・朝鮮銀行ウラジオストク支店（現電信電話会社顧客部、ロシア語、オケアンスキー大通り24）、1916年完成の旧在ウラジオストク日本国領事館（ロシア語、オケアンスキー大通り7）もある。